# داستان ترسناک آمریکایی: تیمارستان
داستان ترسناک آمریکایی: تیمارستان (انگلیسی: American Horror Story: Asylum) نام دومین فصل از مجموعه تلویزیونی آمریکایی متعلق به شبکه اف‌ایکس در سبک وحشت با نام داستان ترسناک آمریکایی است که توسط برد فالچوک و رایان مورفی ساخته شده‌است و در بین ۱۷ اکتبر ۲۰۱۲ تا ۲۳ ژانویه ۲۰۱۳ پخش شد. تفاوت کامل داستانی میان فصل اول (داستان ترسناک آمریکایی: خانه قتل) و این فصل باعث شد که این مجموعه تلویزیونی به عنوان یک مجموعه آنتولوژی شناخته شود.
داستان این فصل از سال ۱۹۶۴ و در یک مرکز نگهداری بیماران روانی شروع می‌شود و بازیگران کل مجموعه منجمله فرانسیس کانروی، جسیکا لنگ، دیلان مک‌درموت، سارا پلسون، ایوان پیترز، زکری کینتو، و لیلی ریب در آن حضور دارند.
بازی جسیکا لنگ، جیمز کرامول، زکری کینتو، سارا پلسون و لیلی ریب مورد تحسین قرار گرفت و در شصت و پنجمین جوایز امی ساعات پربیننده نامزد ۱۷ جایزه شد که بیشتر از هر مجموعه تلویزیونی دیگری بود. از نظر خط داستانی، بعضی از کاراکترهای این فصل در فصل چهارم و ششم (به ترتیب داستان ترسناک آمریکایی: نمایش عجایب و داستان ترسناک آمریکایی: رونوک) باز گشتند و سریال را از حالت آنتولوژی خارج ساختند.
نه در
کل	نه در
فصل	عنوان	کارگردانی شده توسط	نوشته شده توسط	تاریخ پخش اصلی	تولید
کد	بینندگان ایالات متحده
(میلیون ها نفر)
13	1	" به Briarcliff خوش آمدید "	بردلی بوکر	تیم مینار	17 اکتبر 2012	2ATS01	3.85 [1]

## داستان
در حال حاضر ، یک زوج تازه ازدواج کرده ، ترزا و لئو ، در حال حاضر رها شده مانور  ، یک پناهندگی مجنون سابق در روستاهای ماساچوست هستند. فلش بک به سال ۱۹۶۴ هنگامی که کیت واکر در آنجا مرتکب شد ، متهم به قاتل معروف سریال "چهره خونین" شد. کیت به بی گناهی خود اعتراض می کند و درخشش حافظه پراکنده اش بیانگر مسئولیت بسیار شوم تر است. در هتل مانور ، کیت با گریس ، یکی از هم زندانی های خود که دوست داشت خانواده اش را به قتل رسانده ، دوست می شود. روزنامه نگار ، لانا وینترز ، به قصد افشای بدرفتاری با زندانیان ، به هتل مانور خطا می کند ، بنابراین او می تواند زندگی حرفه ای بهتری برای خود و معشوق وندی پیسر به دست آورد. او با خواهر جود مستبد روبرو می شود ، که به خاطر همجنس گرایی خود را متعهد به پناهندگی کرده است. یک رقابت تلخ بین خواهر جود و دکتر آرتور آردن برافروخته .....